# Salurn
Salurn an der Weinstraße ([saˈlʊrn]; italienisch Salorno sulla Strada del Vino) ist die südlichste Gemeinde Südtirols (Italien) und hat 3802 Einwohner (Stand 31. Dezember 2023). Salurn liegt etwa 30 Kilometer südlich von Bozen und ist das größte Weißweinanbaugebiet Südtirols. Am Ortskern vorbei fließt die Etsch, größter Fluss Südtirols und zweitgrößter Italiens, die das Unterland zweiteilt.
Bei Salurn verengt sich das Etschtal zur Salurner Klause, die einer der südlichsten Punkte des geschlossenen deutschen Sprachraums ist. Nur das viel weiter westlich im schweizerischen Wallis gelegene Zermatt befindet sich nochmal knapp 13 Gradminuten weiter südlich.

## Geografie
Die Gemeinde Salurn erstreckt sich auf einer Fläche von 33,20 km² im äußersten Süden Südtirols an der Grenze zum Trentino. Sie nimmt dabei Teile des Unterlandler Talbodens ein sowie Höhenzüge, die das Etschtal östlich und südöstlich begrenzen.
Der Hauptort, Salurn (210–240 m s.l.m.), wurde an der orografisch linken Seite der Etsch auf einem Schwemmkegel erbaut, der sich im Laufe der Zeit am Fuße des Titschenfalls gebildet hatte. Diese Erhöhung über dem Talboden war ein natürlicher Schutz vor dem Hochwasser der Etsch, das regelmäßig das Unterland überschwemmte. So führen auch alle Straßen im historischen Ortskern trichterförmig nach unten: eine Vorsichtsmaßnahme aus früheren Epochen, als die Etsch noch häufig über die Ufer trat. Erst in jüngerer Zeit baute man näher an die Etsch und weiter in die Ebene hinaus; der zu Salurn gehörende Abschnitt des Talbodens wird hauptsächlich landwirtschaftlich genutzt und grenzt im Norden an die Nachbargemeinden Neumarkt, Kurtinig und Margreid.
Auf der Höhe des Ortszentrums macht das bis hierhin in Nord-Süd-Richtung verlaufende Etschtal einen Knick nach Südwesten, wodurch sich zwischen dem Geier im Südosten und dem Fennberg im Nordwesten eine Verengung bildet – die im Bozner Bergsteigerlied besungene Salurner Klause. Diese stellt die südliche Grenze Südtirols dar und gilt auch als Südende des deutschsprachigen Tirols. Im Bereich der Klause überschreitet das Salurner Gemeindegebiet auch die Etsch und reicht bis nahe an den Fuß des Fennbergs und an den gegenüberliegenden Nachbarort Roveré della Luna heran, der sich bereits im Trentino befindet.
Östlich und südöstlich über dem Unterland bei Salurn erhebt sich der zu den Fleimstaler Alpen gezählte bewaldete Gebirgszug, der das Etschtal vom Cembratal im Trentino trennt und zu großen Teilen im Naturpark Trudner Horn unter Schutz gestellt ist. Auf einer mittelgebirgigen Hangverebnung breiten sich hier der kleine Ortskern (550–580 m) und die vielen Gehöfte der Fraktion Buchholz aus; noch höher – auf einem nach Süden geöffneten Gebirgssattel zwischen Madruttberg und Trudner Horn – liegt zudem noch das Gebirgsdorf Gfrill (1320–1340 m s.l.m.).

## Geschichte
Die Dörfer Salurn und Buchholz gehen auf römerzeitliche Siedlungen zurück, entstanden also schon zur Zeitenwende. In Buchholz gibt es noch Reste eines alten Römerweges. Am Galgenbühel, einer kleinen Erhebung südlich von Salurn, die als Hinrichtungsstätte diente, fand man einen großen bronzezeitlichen und römerzeitlichen Friedhof. Der Hügel wurde in den letzten Jahrzehnten als Schottergrube verwendet und vollständig abgetragen.
Die Erstnennung Salurns findet sich bei Paulus Diaconus: Er berichtet in seiner im späten 8. Jahrhundert abgefassten Historia Langobardorum von einem Kampf an einem Ort namens Salurnis um das Jahr 580 n. Chr., bei dem der langobardische Herzog von Trient die nach Süden vordringenden Franken zurückschlagen konnte.
Der Grund für den Aufstieg Salurns ist seine strategische Lage. Nicht nur die Klause war von Bedeutung; hier beginnt auch der Weg über den Saúchsattel ins Cembratal, womit man die Klause umgehen konnte. Das gesamte Unterland war damals versumpft und deshalb oft unpassierbar. Auf diesen Weg musste im Jahre 1494 auch der Künstler Albrecht Dürer ausweichen, so dass die Route heute Dürerweg genannt wird. Das Dorf war aufgrund seiner Lage an einer wichtigen Nord-Süd-Achse auch Poststation, wie die Nennung in der Jüngeren Augsburger Meilenscheibe beweist, und besaß eine wichtige Floßstatt an der Etsch.

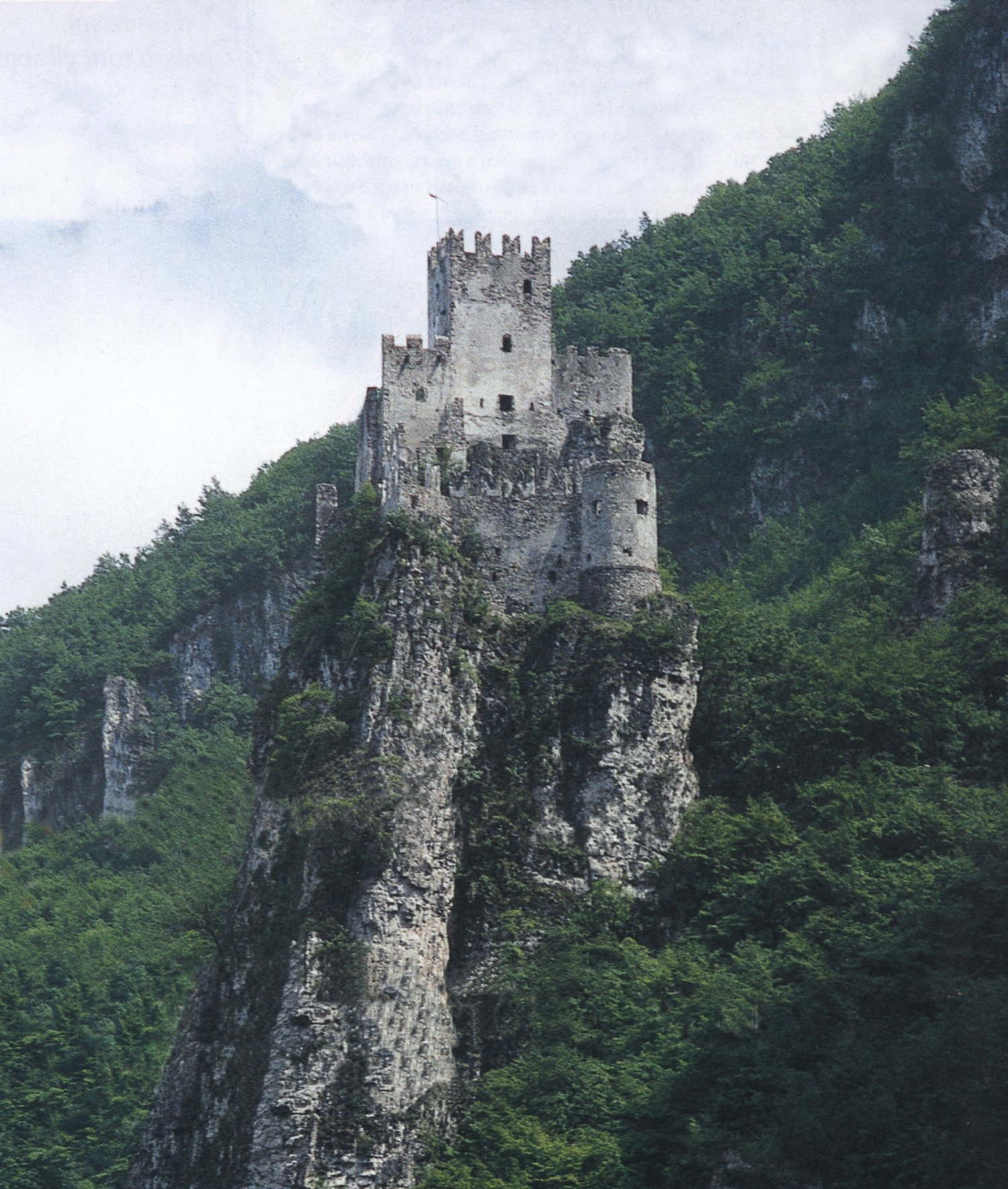
Die Haderburg bei Salurn

Viele Zeugen der Geschichte sind erhalten geblieben. Zum Beispiel gibt es in Buchholz noch alte Kalkgruben, in denen Kalk gebrannt wurde, und zwei Wolfsgruben. Dabei handelt es sich um Fallen aus einer Zeit, als in vielen Wäldern Europas noch Bären und Wölfe lebten. Außerdem steht in Buchholz eine alte Mühle, die erst vor wenigen Jahren restauriert wurde. Oberhalb des Dorfes thront auf einem Felszahn die Haderburg, Schauplatz der Sage Der alte Weinkeller bei Salurn, die in der Sammlung Deutsche Sagen der Brüder Grimm enthalten ist. Das Ortsbild von Salurn ist städtisch geprägt und weist außergewöhnlich viele aufwändige Bauten aus dem 15. bis 18. Jahrhundert auf, darunter prächtige Ansitze des Adels.

### 20. Jahrhundert
Salurn gehörte bis zum Ende des Ersten Weltkriegs zur Grafschaft Tirol und damit zu Österreich-Ungarn. Innerhalb Tirols war Salurn dem Gerichtsbezirk Neumarkt zugeordnet, der wiederum Teil des Bezirks Bozen war. Durch den Vertrag von Saint-Germain kam Salurn 1920 zusammen mit dem Großteil Tirols südlich des Alpenhauptkamms zu Italien, obwohl sich bereits 1915 verschiedene italienische Politiker wie auch der Trentiner Irredentist Cesare Battisti für eine zukünftige italienisch-österreichische Grenze bei der Salurner Klause ausgesprochen hatten. Bei der Volkszählung im Jahre 1921 erklärte sich in Salurn noch die Mehrheit der Bürger der deutschen Volksgruppe angehörig. Allerdings wurden die Daten von einer staatlichen Kommission korrigiert, indem sie zum Beispiel Bewohner, die einen italienisch klingenden Familiennamen hatten, der italienischen Sprachgruppe zuordnete. Somit verlor Salurn zusammen mit anderen Unterlandler Gemeinden die deutsche Mehrheit. Nach zahlreichen Italianisierungsmaßnahmen während der Zeit des Faschismus (u. a. wurde der Salurner Josef Noldin in die Verbannung geschickt, der in den Gemeinderatswahlen 1922 gewählte, letzte deutsch-südtiroler Bürgermeister von Salurn, Ferdinand Gelmini von Kreutzhof, abgesetzt und seine Tochter Berta, die in einer Katakombenschule unterrichtete, eingekerkert) erklärte sich nur noch eine Minderheit der deutschen Sprachgruppe angehörig; zuletzt waren dies etwa 37 % der Einwohner.
Als 1927 auf den ehemals österreichischen Gebieten die beiden Provinzen Bozen und Trient entstanden, wurde Salurn wie auch einige andere umliegende Gemeinden der mehrheitlich italienischsprachigen Provinz Trient zugeschlagen. Die Maßnahme wurde von der Regierung beschlossen, um die Italianisierung der sogenannten „gemischtsprachigen Gebiete“ zu forcieren. Im selben Jahr wurde auch das bis dato eigenständige Gfrill eingemeindet. Am 30. Mai 1946 wurde mit der von der Südtiroler Volkspartei organisierten Protestkundgebung von Castelfeder die Rückführung des Unterlandes zur Provinz Bozen gefordert. 1948 wurde Salurn schließlich in die Provinz Bozen bzw. Südtirol eingegliedert.
Im Jahr 1961 starb an der Landesgrenze südlich von Salurn der Straßenarbeiter Giovanni Postal, der das erste – wenn auch unbeabsichtigte – Opfer des Befreiungsausschusses Südtirol (BAS) wurde, als er versuchte, eine an einem Baum angebrachte Bombe zu entschärfen.
Im Jahr 1981 ereignete sich eine größere Überschwemmung, als sich die Etsch infolge eines Dammbruchs nördlich des Dorfzentrums am frühen Morgen des 19. Juli über die Wohn- und Kulturflächen Salurns ergoss.

### Brandunglück Haderburg
Im Sommer 1939 kam es zu einem Brand in der Nähe der Salurner Klause und der Haderburg. Damals hüteten zwei Jugendliche jeden Sommertag die Schafe aus dem Dorf. Da sie den restlichen Tag nichts zu tun hatten, vertrieben sie sich die Zeit mit Karbidschießen. Dabei wurde ein Erdloch gegraben, Wasser hinein gefüllt, in eine Blechdose ein 1 cm³ großes Stück Karbid hineingelegt, oben in die Dose ein Loch gebohrt, die Dose mit zugehaltenem Loch in das Erdloch gestellt und die Seiten zugeschüttet. Das durch die chemische Reaktion entstehende Gas erhitzt die Dose. Sobald derjenige, der das kleine Loch in der Dose zuhält, die Hitze nicht mehr aushält, fährt eine zweite Person mit einem angezündeten Streichholz dorthin und es kommt zu einer Explosion, welche die Dose 30 Meter weit schleudert.
Diesmal fing jedoch das Ende der Dose Feuer. Die Dose landete hinter einer 10 bis 15 Meter hohen Felswand, wo das Feuer trockenes Gras und Gebüsch entzündete. Das Feuer breitete sich sehr schnell aus und der Brandherd wurde immer größer. Ein Großteil des Berges brannte ab. Viele Bewohner des Dorfes halfen mit, den Brand durch Gräben vom Rest der Fläche fernzuhalten. Es dauerte mehrere Tage, bis das Feuer gelöscht werden konnte. Es entstand ein geringer Sachschaden an der Burg, jedoch kein Personenschaden.

## Name
Die Etymologie von Salurn ist unbekannt, der Ortsname ist sicher vorrömisch. Egon Kühebacher vermutet eine Ableitung aus einem vorrömischen *sala mit der Bedeutung „Bach“ oder „Graben“, bezogen auf den Titschenbach, der durch das Dorf fließt.
Seit 2019 trägt die Gemeinde den werblichen Zusatz „an der Weinstraße“ im amtlichen Namen.

## Politik
Bürgermeister seit 1952:
- Giuseppe Pomarolli: 1952–1956
- Giacomo Pojer: 1956–1969
- Lino Tessadri: 1969–1985
- Giancarlo Scannavinni: 1985–2000
- Giorgio Giacomozzi: 2000–2015
- Roland Lazzeri: seit 2015

## Bevölkerung

### Einwohnerentwicklung
| Jahr | Einwohnerzahl | Delta   |
| 1900 | 2066          | -       |
| 1941 | 2447          | +18,4 % |
| 1951 | 2788          | +13,9 % |
| 1961 | 2784          | ±0 %    |
| 1971 | 2640          | −5,2 %  |
| 1981 | 2542          | −3,7 %  |
| 1991 | 2545          | ±0 %    |
| 2001 | 2938          | +15,4 % |
| 2011 | 3542          | +20,6 % |

Die Bevölkerungszahl von Salurn ist seit der Volkszählung im Jahre 2001 rapide angestiegen. Damals belief sich die Einwohnerzahl noch auf 2938 Personen. Im Jahre 1981 waren es noch 2542. Der starke Anstieg im vergangenen Jahrzehnt ist vor allem auf die Zuwanderung von Ausländern zurückzuführen, deren Anteil am 31. Dezember 2008 bei 18,9 % oder 651 Personen lag. Zum Vergleich dazu waren es im Jahre 2001 6,4 % und 2003 8,7 % (262 Personen). Der Anteil der Ausländer in Südtirol betrug im Jahre 2008 etwa 7,3 %. Das Überangebot an Mietwohnungen ist der wahrscheinlichste Grund für die überdurchschnittlich hohe Konzentration, da nur ein kleiner Anteil in Salurn selbst arbeitet. Als Ausländer gelten alle Einwohner, die nicht die italienische Staatsbürgerschaft besitzen; somit sind in diesen Zahlen auch EU-Bürger enthalten.

### Sprachgruppen
Salurn ist gemäß den seit 1981 erhobenen Sprachgruppenzugehörigkeitserklärungen bzw. Sprachgruppenzuordnungserklärungen eine mehrheitlich italienischsprachige Gemeinde, wobei als Berechnungsgrundlage dieser Prozentwerte allein die gültigen Erklärungen von Personen mit italienischer Staatsbürgerschaft herangezogen wurden.
| Sprache     | 1900    | 1971    | 1981    | 1991    | 2001    | 2011    | 2024    |
| ----------- | ------- | ------- | ------- | ------- | ------- | ------- | ------- |
| Deutsch     | 61,36 % | 22,77 % | 39,51 % | 37,90 % | 37,43 % | 37,74 % | 37,33 % |
| Italienisch | 38,64 % | 77,04 % | 60,17 % | 61,31 % | 62,19 % | 61,85 % | 62,49 % |
| Ladinisch   |         | 0,19 %  | 0,32 %  | 0,78 %  | 0,39 %  | 0,40 %  | 0,17 %  |

## Bildung
In Salurn gibt es jeweils eine deutschsprachige und eine italienischsprachige Grundschule und Mittelschule. Die beiden deutschsprachigen Einrichtungen gehören zwei verschiedenen Schulsprengeln in der Nachbargemeinde Neumarkt an; die italienischsprachigen Schulen werden gemeinsam vom Sprengel Unterland verwaltet.

## Kultur und Sport

### Vereine und Verbände
In Salurn herrscht ein reges Vereinsleben, welches das Dorfleben prägt. Unter anderem gibt es eine Rettungswache des Landesrettungsvereins Weißes Kreuz, eine Freiwillige Feuerwehr, eine Musikkapelle, Ortsgruppen des Südtiroler Bauernbundes, der des Alpenvereins Südtirol, deren italienische Pendants Coldiretti, Donne Rurali und Club Alpino Italiano, die Südtiroler Bauernjugend sowie verschiedene Chöre und Freizeitvereine.
Die wichtigsten Sportvereine sind der Fußballclub SV Salurn, der in der Oberliga spielt, der Frauenbroomballverein GS Geier, der 2009 zum zehnten Mal Italienmeister wurde, der fünfmalige Broomball-Italienmeister S. V. Buchholz ’89 und das Volleyteam VT Salurn.

### Maschggra (Fasching)
Salurn hat eine alte Maschggratradition. Bis zur Wende zum 20. Jahrhundert gab es im Dorf einen Egetmannumzug und noch 1949 gab es einen Faschingszug mit rund 400 Mitwirkenden unter dem Motto „Tausend und eine Nacht“. Doch zuletzt verflachte die Tradition.
Im Jahr 2010 wurde versucht, den Fasching wieder aufleben zu lassen. Rund um die historische Figur des Perkeo, eines gebürtigen Salurners, wurde ein neuer Umzug im Stile einer alten Unterlandler Maschggra konzipiert. Perkeo kehrt aus Heidelberg zurück, um die Herrschaft im Dorf zu übernehmen. Von der Schlüsselübergabe durch den Bürgermeister am Unsinnigen Donnerstag über den Umzug am Samstag bis zur Schlüsselrückgabe am Faschingsdienstag steht Salurn eine Woche lang im Zeichen des trinkfesten Zwerges.

## Sehenswürdigkeiten

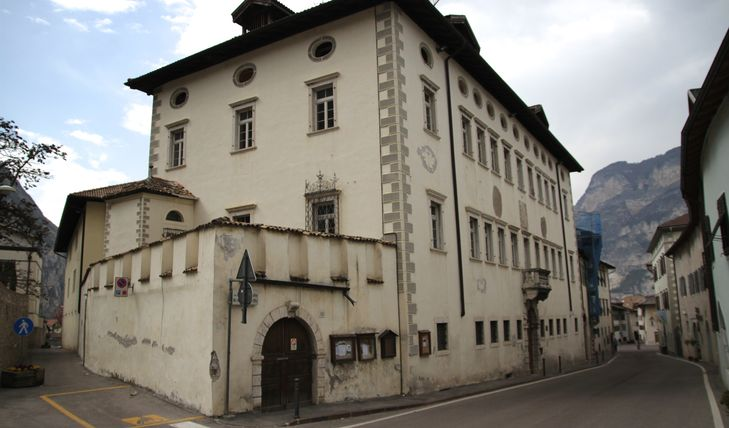
Ansitz der Familie Gelmini von Kreutzhof in Salurn, Elternhaus von Hortense von Gelmini

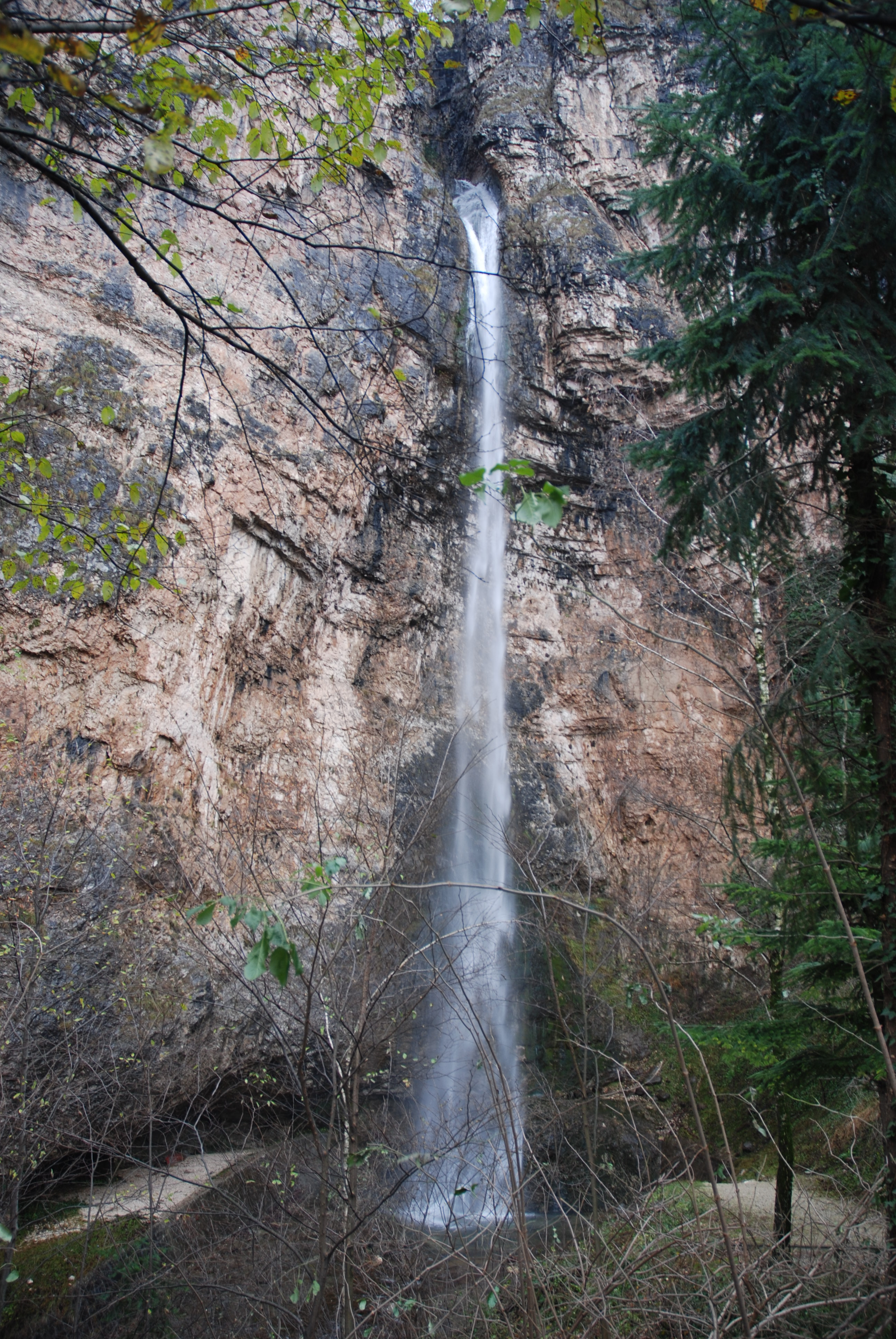
Der Salurner Wasserfall

- Die Ruine der Haderburg, das Wahrzeichen Salurns
- Kalvarienbergkapelle mit sieben Kreuzwegstationen, angelegt 1719 auf Initiative von Franz Jakob Campi von Heiligenberg und dessen Gemahlin Anna Barbara Dorothea von Fenner zu Fennberg
- Zahlreiche sehenswerte Gassen und Plätze
- Salurner Wasserfall im hinteren Bereich des Dorfes. Das Wasser stürzt aber nur noch nach starken Regenfällen von den senkrechten Felswänden, da bei Arbeiten der Wildbachverbauung versehentlich die wasserundurchlässige Erdschicht abgetragen wurde.
- Einige geschichtsträchtige Ansitze alter Adelsgeschlechter, unter anderem die Ansitze von Anderlan, Geburtshaus des Hartmann von An der Lan-Hochbrunn, Feigenputz, von Gelmini zu Kreutzhof, von Hausmann und der Grafen Coreth zu Coredo und Starkenberg und der Herren von Starkenberg. Außerdem stammte das Geschlecht der Webern aus dem Dorf.

## Verkehr
Für den Kraftverkehr ist Salurn in erster Linie durch die SS 12 erschlossen, die nahe am Dorfzentrum vorbeiführt. Salurn ist zudem der Endpunkt der Weinstraße, die eine Verbindung mit den Dörfern der westliche Talflanke des Unterlands herstellt. Auf der orographisch rechten Seite der Etsch wird das Gemeindegebiet von der A22 und der Brennerbahn, die am Bahnhof Salurn eine Zugangsstelle bietet, durchquert. Auf der orographisch linken Seite verläuft die Radroute 1 „Brenner–Salurn“, die an der Provinzgrenze nahtlos in den Trentiner Teil des Etsch-Radwegs übergeht.

## Söhne und Töchter der Gemeinde
Einer der berühmtesten Söhne Salurns ist der Feldmarschallleutnant Franz Philipp Fenner von Fenneberg (1759–1824), der gegen Franzosen und Türken kämpfte und die Tiroler Kaiserjäger gründete.
Ein weiterer, im Ortsteil Buchholz geborener, ist der legendäre Heidelberger Hofzwerg Perkeo, Wächter des großen Fasses des Heidelberger Schlosses, der stets „perché no?“ (deutsch: „warum nicht?“) gesagt haben soll, wenn ihm etwas zu trinken angeboten wurde.
Eine bedeutsame Figur des 17. Jahrhunderts war Heribert von Salurn (1637–1700), ein Prediger aus dem Kapuzinerorden, mit bürgerlichem Namen Anton Mayr.
Ein berühmter Salurner des vergangenen Jahrhunderts ist Josef Noldin (1888–1929), der sich in der faschistischen Zwischenkriegszeit an der Gründung von deutschsprachigen Katakombenschulen beteiligt hatte und dafür einige Jahre auf die süditalienische Insel Lipari verbannt wurde.
Weitere Persönlichkeiten:
- Victor von Prendel (1766–1852), ein österreichisch-russischer General
- Hieronymus Noldin (1838–1922), Moraltheologe
- Theodor Freiherr von Kathrein (1842–1916), Landeshauptmann von Tirol von 1904 bis zu seinem Tod im Jahre 1916[23]
- Hartmann von An der Lan-Hochbrunn (1863–1914), österreichischer Komponist, Organist und Dirigent
- Johanna Schuchter (1884–1985), Salzburger Schriftstellerin, verbrachte ihre Kindheit in Salurn[24]
- Josef Noldin (1888–1929), Rechtsanwalt, Organisator der Privatschulen in Südtirol während der Zeit des Faschismus
- Karl Ferrari (* 1934), Senator der Republik in den Legislaturperioden 1992–1994 und 1994–1996
- Hortense von Gelmini (* 1947), Orchesterdirigentin[25], Malerin und Schriftstellerin, verbrachte ihre Kindheit in Salurn